# Левенсон, Джозеф
Джо́зеф Ри́чмонд Ле́венсон (англ. Joseph Richmond Levenson; 10 июня 1920, Бостон — 6 апреля 1969, Рашен-Ривер) — американский синолог, автор работ о конфуцианстве и современном состоянии китайской ментальности.
Получил образование историка сначала в Гарвард-колледже (1937—1941), а после его завершения (с перерывом на войну) — в Гарвардском университете. Здесь же остался преподавать историю Китая после защиты докторской диссертации в 1949 году. С 1951 года и до конца жизни Левенсон преподавал в Калифорнийском университете в Беркли (с 1960 года занимал должность профессора).
Основные работы Левенсона были посвящены проблемам взаимосвязи становления нового общества в Китае, изменения положения страны в современном мире и роли китайской классики в этих процессах. Старый Китай Левенсон рассматривал как особую цивилизацию, независимую от остального мира, и полагал, что активное включение этой цивилизации в фарватер мировой истории принципиально меняет ценностные установки китайцев, которые утрачивают абсолютный регуляционно-дидактический характер. Левенсон утверждал, что включение Китая в поток мировой цивилизации оттеснит его на периферию современного развития, обрекая страну на колебания между провинциализмом и космополитизмом (последний он понимал как следование всеобщим социально-политическим законам). Цивилизационные ценности Левенсон считал исторически относительными; с этой точки зрения конфуцианство, которое ранее являлось организующей космополитической силой, в период вхождения Китая в международное сообщество становилось тормозящим фактором.
При жизни историка его работы были по-разному оценены современниками: часть исследователей высоко оценивала его попытку анализа интеллектуального прошлого Китая, тогда как другая часть специалистов ещё при жизни учёного, и в значительно бо́льшей мере — после его смерти, критиковали Левенсона за вестернизаторскую позицию и склонность к излишним мало аргументированным обобщениям. При этом и те, и другие были сходны во мнении, что вычурный, перенасыщенный литературными и историческими аллюзиями стиль Левенсона чрезвычайно сложен для понимания даже специалистами.
Джозеф Левенсон трагически погиб во время катания на каноэ по реке Рашен-Ривер 6 апреля 1969 года. С 1987 года Американская Ассоциация азиатских исследований вручает в память учёного Joseph Levenson Book Prize.

## Биография

### Ранняя биография
Джозеф Ричмонд Левенсон родился и вырос в Бостоне (в районе Роксбери) в еврейской семье; иудаизм и иудейское восприятие мира и истории многое определяли в его жизни, о чём свидетельствовала посмертно опубликованная статья «Выбор еврейской идентичности». Среднее образование он получил в Бостонской латинской школе в период 1931—1937 годов. В сентябре 1937 года он поступил в Гарвардский колледж, в котором обучался по июнь 1939 года под руководством Джона Фэрбэнка, состоял в братстве «Фи, Бета, Каппа». Согласно его воспоминаниям, Джо Левенсон имел массу разнообразных интересов, связанных с исторической наукой, в том числе антиковедением, но не с Китаем. С июня по сентябрь 1939 года будущий учёный некоторое время провёл в Европе в Лейденском университете. Левенсон окончил Гарвардский колледж в июне 1941 года, получив степень бакалавра «magna cum laude», темой его дипломной работы (senior thesis) была «Коронация Карла X: исследование почитания Средневековья во Франции начала XIX века».
Далее он приступил к обучению в Гарвардском университете (до января 1942 года), после чего его жизненный путь полностью изменила война. Джозеф Левенсон был призван на военную службу, зачислен в резерв Военно-морских сил США (англ. United States Navy Reserve), и в звании рядового второго класса направлен в военную школу японского языка при Калифорнийском университете и университете Колорадо. В 1943 году Левенсон поступил в штат военной разведки в новозеландские боевые части и был направлен на Соломоновы острова. В 1944—1945 годах он участвовал в операции по освобождению Филиппин. В марте 1946 года Левенсон ушёл в заслуженное увольнение (англ. honorable discharge) в звании старшего лейтенанта флота (англ. Lieutenant Senior Grade).

### Определение призвания
Вернувшись в США, Джозеф смог продолжить обучение в Гарварде — в 1947 году он получил степень магистра истории и был оставлен при кафедре. С июля 1948 года он вошёл в состав Гарвардских стипендиатов, членство в этом обществе предоставлялось перспективным выпускникам, которых готовили к преподавательской деятельности. Заинтересовавшись Китаем и китайским языком ещё во время службы в армии, Левенсон стал заниматься у Джона Фэрбэнка (тот был его тьютором), и в феврале 1949 года защитил докторскую диссертацию, посвящённую Лян Цичао. Ещё в декабре 1947 года Фэрбэнк рекомендовал его на должность лектора в Пенсильванский университет для чтения курсов по истории Китая и Японии, но назначение не состоялось. В феврале 1948 года последовал запрос от ректора исторического факультета Калифорнийского университета в Беркли, которому требовался молодой преподаватель, способный к дальнейшему развитию как учёный. Фэрбэнк дал рекомендацию Левенсону как единственному достойному кандидату, особенно обратив внимание, что молодой учёный овладел как японским, так и китайским языками. Планировалось выделить средства для его поездки в Пекинский университет, чтобы Левенсон мог поработать с Ху Ши и Фу Сынянем. После победы коммунистов в Китае, назначение Левенсона затянулось ещё и из-за сомнений руководства в его симпатиях к марксизму, на что Фэрбэнк официально свидетельствовал, что Джозеф никогда им не интересовался. Стипендиат Левенсон больше не был связан ожиданием места работы. Рукопись его диссертации о Лян Цичао была в августе 1950 году принята издательством Гарвардского университета (внутренняя рецензия объявила Джозефа «истинным авторитетом в области интеллектуальной истории Китая»), а сам он планировал работу в библиотеках и университетах Великобритании и Гонконга, что требовало выделения гранта в 2000 долларов.
Несмотря на угрозу захвата Гонконга китайскими коммунистами, в январе 1951 года Левенсон всё-таки добрался до Цзюлуна. Его разместил в своей пустующей квартире американский консул Дж. Джагер (Госдепартамент объявил эвакуацию с острова). В переписке с Фэрбэнком он сообщал, что любезность дипломата была очень кстати, потому что за постой в отеле требовали 66 гонконгских долларов в сутки. Здесь ему посчастливилось встретить учёного Ма Цзяна, который лично знал Лян Цичао, Кан Ювэя и Чжан Бинлиня; его сын помогал в выборе и закупке китайских книг для библиотеки Гарвардского университета. В мае 1951 года Калифорнийский университет предложил Левенсону контракт, по которому он должен был читать годичный курс по истории современного Китая и вести в течение года семинар по тому же предмету, а также преподавать семестровые курсы по интеллектуальной истории и историографии Китая. Левенсон отправил в Беркли свои личные вещи и принёс присягу перед американским консулом (в то время требовалось таким образом подтверждать свою лояльность). 13 июня 1951 года Джозеф Левенсон вылетел на самолёте из Гонконга в Калифорнию, где ему предстояло работать до конца жизни.

### Калифорнийский университет
С сентября 1951 года и вплоть до самой смерти учёный соединял научную деятельность с работой преподавателя на кафедре Калифорнийского университета, где в 1960 году получил профессорскую должность. С 1965 года и до самой кончины Левенсон был удостоен почётной Сатеровской профессорской стипендии. Он не замкнулся в «башне из слоновой кости», и, помимо своих служебных обязанностей, живо интересовался текущим политическим моментом. Так, в 1961 году он подписал открытое письмо американских историков к президенту Кеннеди по поводу военной операции в «Заливе свиней»; в архиве учёного хранится переписка, освещающая его активное отношение к войне во Вьетнаме.
Монография «Лян Цичао и мысль современного Китая» вышла в свет 1953 году; к тому времени Левенсон обратился к новому проекту, который привёл к публикации в 1958 году первого тома трилогии «Конфуцианский Китай и его современная судьба». В сентябре 1952 года Джозеф Ричмонд выступил с докладом на первой из пяти конференций по проблемам китайской мысли в Аспене, на которой огласил свой проект исследования синтеза истории и ценностей в китайской культуре XIX века. По мнению Фэрбэнка, гарвардское издательство совершило ошибку, рассыпав набор книги о Лян Цичао, из-за чего Левенсон выпустил новое издание в Лондоне, в 1959 году, которое вызвало большой исследовательский резонанс. Ещё больший резонанс — позитивный и негативный — вызвала трилогия о конфуцианском Китае, законченная изданием в 1965 году.
Джозеф Левенсон был удостоен множества академических наград. В сезон 1954—1955 годы он был получателем Фулбрайтовского гранта (для работы в Школе востоковедения и африканистики Лондонского университета), в 1958—1959 годах удостоился гранта Центра исследований в области бихевиоризма (Стэнфордский университет), стипендии Гуггенхайма (1962—1963), получил стипендию Американского совета научных обществ (1966—1967). Кроме того, он удостоился награды Тихоокеанского отдела Американской исторической ассоциации, и в 1965—1968 годах входил в правление Ассоциации азиатских исследований.

### Семья. Трагическая кончина
Летом 1950 года Джозеф Левенсон женился на Розмари Себаг-Монтефиоре (англ. Rosemary Sebag-Montefiore, 12 июня 1927 — 25 апреля 1997), происходившей из состоятельной англо-еврейской семьи и получившей образование в Кембриджском университете. Их свадьба, прошедшая в Лондоне (шафером был японовед Дональд Кин), освещалась газетами «The New York Times» и «The Boston Globe». В Беркли семейство Левенсонов обитало в просторном особняке, расположенном близ отеля «Клермон» с видом на залив Сан-Франциско. С 1952 по 1961 год в семье Джозефа и Розмари родилось четверо детей — Ричард Монтефиоре Левенсон (род. 14 мая 1952), Ирэн Энни Левенсон (род. 12 октября 1954), Томас Монтефиоре Левенсон (род. 16 сентября 1958) и Лео Монтефиоре Левенсон (28 декабря 1961). По свидетельству Розмари, она стала главным редактором и консультантом Джозефа, который принимал не менее 85 % предлагаемых ею правок; в особенности это касалось слишком сжатого изложения, когда Левенсон игнорировал разъяснения очевидных для него реалий и терминов. По утверждению его двоюродного брата Джейкоба, Джозеф Левенсон, живя в «век атомизации и отчуждения», очень высоко ценил семейные ценности и стремился, чтобы все родственники составляли большой и дружный круг.
В Пасхальное воскресенье 6 апреля 1969 года Джозеф Ричмонд Левенсон трагически погиб в возрасте 48 лет. Вместе с семейством он отдыхал на природе, в кемпинге на Рашен-Ривер близ Гернвилла. Из-за проливных дождей уровень реки сильно повысился, но Левенсон настоял на лодочной прогулке. Каноэ, на котором находились Джозеф и двое его сыновей, перевернулось. Благодаря спасательным жилетам мальчики выплыли на остров, с которого потом были сняты спасателями. Джозеф, не имевший средств спасения, хорошо плавал, но не справился с течением и утонул. Тело его было найдено спустя несколько дней в девяти милях от места происшествия. Панихиды в Беркли и в Кембридже прошли 13 апреля. В конце апреля 1969 года был создан Мемориальный фонд Джозефа Левенсона, в который должны были отчисляться доходы от переиздания его трудов, и было принято решение издать сборник трудов памяти исследователя. В 1976 году вышла коллективная монография «Моцартирующий историк», название которой должно было подчеркнуть «виртуозность мысли исследователя, который „сочинял“ историю, как роман или симфонию».
В 1970 году вдова исследователя — Розмари Левенсон — передала архив Джозефа библиотеке Бэнкрофта Калифорнийского университета, в 1973 году фонд Левенсона был дополнен дарением его душеприказчика Ф. Уэйкмена. В составе архива (три коробки и два картонажа) — 52 письма, связанных с изданиями и переизданиями книги о Лян Цичао, рукописи опубликованных и неопубликованных статей и книг, дипломная и диссертационная работы, дипломы магистра и доктора наук, переписка с коллегами и официальными институтами (в том числе 16 писем, обращённых к Дж. Фэрбэнку), и т. д. Р. Левенсон в 1977 году зафиксировала 444-страничное интервью с дипломатом Джоном Сервисом.

## Интеллектуальная деятельность

### Общие положения
При жизни Левенсон опубликовал пять монографий (включая трилогию «Конфуцианский Китай и его современная судьба»), ещё четыре книги были изданы посмертно. Кроме того, научное наследие Джозефа Ричмонда включало 36 статей и 22 рецензии. Американский синолог Пол Коэн в монографии о развитии американского понимания Китая (вышедшей в 1984 году), отмечал, что новое поколение китаистов мало обращалось к трудам Левенсона, несмотря на то, что в 1950—1960-е годы приходилось «смиряться с его вездесущностью». Согласно мнению Коэна, Левенсон, начав научную карьеру в обстановке холодной войны, не мог мыслить упрощёнными дуальными категориями, и задача «разоблачения» китайского коммунизма была глубоко вторичной к его генеральной теме — понимании процесса столкновения автохтонной китайской цивилизации с современной западной и создания современной китайской культуры в результате этого столкновения. Ценность представляли не собранные Левенсоном данные и не его выводы, а «проблемы, которые он поставил, и контекст, в котором он их ставил». Несмотря на то, что изначально американский учёный занимался изучением японского языка и культуры, как и многие на Западе до него, Левенсон вскоре переместил фокус своих научных интересов на Китай. Он сделал Китай своим основным предметом научного исследования, поскольку обнаружил, что значительная часть культурного наследия Японии берёт истоки в китайской цивилизации. Ближе к концу своей жизни в одном из интервью на вопрос о своём первоначальном влечении к китайской истории, Левенсон ответил, что его привлекли «самобытность» Китая и тот факт, что в значительной степени неисследованное на Западе поле обещало сделать исследования «не скучными».
В 1950—1960-е годы Джозеф Левенсон приобрёл известность как крупнейший специалист по интеллектуальной истории Китая. После его безвременной кончины оценки стали меняться. Пол Коэн в своих мемуарах, позволяющих более свободное выражение субъективных суждений, чем академическая публикация, отмечал, что хотя монографии и статьи Левенсона написаны блестящим языком и стилем, они выражают перцепцию Китая и его культуры, свойственную XIX веку. Левенсон отождествлял модернизацию и западное общество, и рассматривал трансформацию Китая и его включение в мир модерна с западной точки зрения. Более того, Левенсон практически не рассматривал возможности существования в китайском прошлом автохтонных культурных феноменов и институтов, которые не препятствовали развитию страны; конфуцианство и современность он рассматривал как сущностно несовместимые явления, и традиционный Китай должен быть уничтожен, чтобы на его месте возник Новый Китай. В своих взглядах он был не одинок, что вызвало сильное сопротивление в начале 1980-х годов, когда П. Коэн готовил к публикации монографию с критической оценкой современного ему американского китаеведения. Джон Кинг Фэрбэнк в мемуарах также отмечал, что Левенсон слишком увлекался парадоксами в присущей ему «неудержимой креативности». По мнению историка, Левенсон активно использовал даосскую точку зрения, что в каждом феномене и качестве бытия присутствует его противоположность, в этом плане его мышлению был свойственен «академический антиакадемизм» (academic anti-academicism), что выражалось и в виртуозной игре словами. Таким образом, восторжествовала точка зрения, что выводы Левенсона едва ли не полностью ошибочны.

### «Недвижный Китай»: методология и стиль мышления
Пол Коэн считал, что Левенсон-китаевед формировался в русле представлений о Китае, сформировавшихся в США в XIX веке. С одной стороны, для этих представлений был свойственен культурный релятивизм, с другой — чёткое противопоставление «мы — они», в котором где «мы» воплощаем цивилизацию, а «они» — её противоположность. Подобные взгляды существовали в среде самой китайской интеллигенции, где радикалы круга Лу Синя осуждали конфуцианство и традиционную китайскую культуру как крайнее выражение варварства. Цивилизация при этом ассоциировалась с научно-техническим и военным превосходством. Признания самих китайских консерваторов в «смерти старого Китая» только подстёгивали интерес западной стороны к данным процессам. Двусмысленной была позиция исследователей и по вопросу о дихотомии «динамичный Запад — застывший Восток», поскольку здесь многое зависело от точки зрения и масштаба. Исследователи, непосредственно пожившие в Китае первой половины XX века, владевшие языком и первоисточниками, убедились, что китайская культура полна энергии и быстро меняется. Однако по сравнению с масштабом перемен в японском обществе и в Европе, Китай продолжал выглядеть статичным. Левенсон разделял общепринятую на тот момент теорию Витфогеля, что китайская цивилизация относилась к «гидравлическому типу», в котором способ производства определял социальную стагнацию и деспотический тип государственности. Основные структуры такого общества не меняются даже под воздействием внешних сил. Данная теория был прослежена во втором томе «Конфуцианского Китая».
Джозеф Левенсон придерживался теории существования гармонической китайской государственности. В его представлении, в период III века до н. э. — XIX века н. э. имперский бюрократический аппарат составлял своеобразное всеединство, в котором все институты и их функции (включая социальное напряжение и крестьянские восстания) были связаны друг с другом, и все культурные феномены были связаны со всеми, определяя общественный строй. Социальный порядок был гармоничным и сбалансированным, поэтому он не мог порождать существенных изменений, напротив, сопротивлялся любым источникам модификации, поступающим извне. Иностранные влияния обогащали культурный тезаурус, но никогда не были источниками фундаментальной трансформации (то есть не меняли языка культуры). Так, буддийское учение — самый серьёзный пример иностранного влияния на Китай вплоть до XIX века — вступило в интеллектуальный, а не социальный контакт с китайской культурой, и вплоть до династии Тан иностранное вероучение считалось серьёзной угрозой для конфуцианства и воплощаемой им бюрократической государственности. Более того, обновление конфуцианства в эпоху Сун произошло под существенным воздействием буддизма, Левенсон об этом знал, но главным для него была трактовка конфуцианства как сущностного выражения китайской цивилизации. После успешной китаизации, буддизм встроился в социум и перестал представлять угрозу. Аналогичным образом исследователь относился к социалистическому буму в Китае XX века, настаивая, что «Китай переваривает всё». Таким образом, анализируя процессы XIX века, Дж. Левенсон пришёл к трём основополагающим тезисам: во-первых, к прогрессу китайцев может подтолкнуть сильный внешний удар; во-вторых, единственной силой, способной нанести такой удар является Запад; в-третьих, удар уже нанесён («Опиумные войны» и последующие события), а запущенный процесс завершится полной трансформацией китайской цивилизации по западному образцу.
Джозеф Левенсон не мог не задаваться вопросами об истоках перемен XIX века в Китае. Ставя проблему в первом томе «Конфуцианского Китая», он формулировал вопрос следующим образом: существуют ли указания о существовании мыслителей-материалистов в Китае XVII—XVIII веков, которые бы могли расшатать изнутри традиционалистское общество, направив его развитие по пути сциентизма и индустриализма? Кроме того, он полагал, что единственный вид развития, присущий традиционной китайской цивилизации, — это территориальная экспансия. Изыскивая ответы на свои вопросы, Левенсон не признавал полутонов и требовал однозначности. Он понимал, что его конструкция будет разрушена, если в периоды ранней и средней Цин в интеллектуальной истории Китая будут обнаружены мыслители — апологеты «современных ценностей» («духа науки»), о чём также писал в предисловии к своему труду. П. Коэн заметил, что одновременно с Левенсоном, в КНР историки-марксисты, такие как Лю Яо, развернули дискуссию о «ростках капитализма» в Китае до начала западной экспансии. Утвердительный ответ на этот вопрос мог бы вписать национальную историю Китая в глобальную историю, а также отделить капитализм от империализма и модернизации как таковой. Сам Левенсон однозначно утверждал, что никаких рыночных или сциентистских ценностей китайские интеллектуалы не породили. Таким образом, Запад был инициатором и источником трансформации Китая и приобщения этой цивилизации к современности, именно Запад определил весь ход современной истории Китая.

### Джозеф Левенсон и интеллектуальная история
Особенностью исторического мышления Дж. Левенсона было то, что его мало интересовали экономические, политические, и социальные изменения в современном Китае, то, что он называл сферой «внешнего». Напротив, он живо интересовался «внутренним»: как китайцы осмысляли и воспринимали меняющийся мир. Судя по его последним публикациям, в конце 1960-х годов Левенсон замыслил вторую трилогию, которая должна была осветить проблемы провинциализма и космополитизма. Для его мышления было характерно разделение ценностей («истин») и истории как аспектов культуры. «Ценности» есть нечто унаследованное у предшествующих поколений, тогда как «история» есть идеи и представления, необходимость которых продиктована настоящим временем и сиюминутными потребностями. Ценности важны для исследователя потому, что они общедоступны и воспринимаются широкими массами на большом временно́м промежутке, а «зазор» между системой ценностей и индивидуальным восприятием будет носить субъектный, проприетарный характер. По мысли Левенсона, в классические времена расцвета китайской изолированной цивилизации, конфликт между историей и ценностями был невозможен, поскольку носители китайской культуры не просто унаследовали ценности от своих предков, но и были искренне убеждены, что это хорошие ценности, выражающие истинную суть межчеловеческих отношений. Вторжение западных держав в XIX веке привёл к отказу от традиций со стороны радикалов и окостенению традиционной культуры в среде консерваторов. При этом представители обоих лагерей были вынуждены так или иначе искать эквивалентности в политических и экономических отношениях Китая и Запада. То есть китайские мыслители и политики были вынуждены в силу внешнего и внутреннего кризиса искать пути к гармонизации истории и ценностей, чтобы восстановить психологический покой широких масс. Внутренние различия между религиозно-философскими школами отошли на второй план перед болезненным контрастом превосходства западной культуры надо всеми аспектами китайской цивилизации. Это привело к относительной консолидации китайской интеллектуальной среды и значительному многообразию вариантов западно-китайского синтеза.
Основной причиной критики П. Коэна по отношению к построениям Левенсона было то, что «историк в первую очередь должен беспокоиться, согласуется ли его логика с тем, что на самом деле происходило в прошлом». Левенсон, по сути, подменял китайскую реальность своей теорией «кризиса-и-ответа», которая никогда не представляла собой единого целого. В этом плане его сильной стороной была огромная щедрость на идеи. В то же время, слабой стороной Левенсона было то, что он априори предполагал, что при наличии западного влияния китайская цивилизация непременно распознает «острие удара» и предложит ответную реакцию соответствующей силы. Ретроспективный анализ показывает, что идеальная схема не выстраивалась. Наиболее серьёзной ошибкой Левенсона было то, что он утверждал, что после Опиумных войн китайское интеллектуальное сообщество одномоментно и очень быстро осознало разительный контраст западной культуры китайской и её угрозу традиционным конфуцианским ценностям. На практике, по-видимому, само наличие контраста осознавалось ничтожной по численности группой интеллектуалов, и даже в этом случае совершенно не обязательно это осознание причиняло дискомфорт. Пол Коэн отмечал, что инициатор Первой опиумной войны комиссар Линь Цзэсюй располагал богатым опытом общения с европейскими и американскими купцами и миссионерами, и его дневники демонстрируют, что он прекрасно понимал радикальные отличия западной цивилизации от китайской. Но нет ни малейших свидетельств, что Линь испытывал от этого потрясение или что эти различия хотя бы немного его волновали. Сам Левенсон много внимания уделял Цзэн Гофаню — сложному и эклектичному мыслителю и политику и подчёркивал западно-китайский синкретизм в его сознании. Согласно П. Коэну, Цзэн Гофань сам учился и воспринял идеи более ранних философов, таких как Лю Чуаньин. Более того, выясняется, что вся идеология Цзэна была глубоко осмыслена и формализована ещё в пекинский период его карьеры в Академии Ханьлинь (в 1840—1852 годах), сотрудники которой были отчуждены от иностранных дел и общения с китайцами из приморских портов. В собственных сочинениях Цзэна не существует никаких свидетельств осознания воздействия Запада. Младший современник Левенсона — профессор Чжан Хао — убедительно доказывал, что вплоть до 1890-х годов интеллектуальное воздействие западных идей на китайцев было крайне поверхностным или вообще не ощущалось. Как минимум в течение полувека после Опиумных войн, ведущие интеллектуалы Китая находились всецело в русле вопросов классической конфуцианской традиции и её борьбы с неоконфуцианством. Даже в случае традиционалиста XX века Лян Шумина, именно традиционное философское мышление определяло проблематику западного влияния, а не наоборот. Д. Е. Мартынов отмечал, что хотя «общая картина интеллектуальной жизни позднеимперского Китая в современном виде была предложена Дж. Левенсоном», но его схема была линейной, восходила к гегельянской философии истории и игнорировала важнейшие для цинской эпохи интеллектуальные течения, такие как Чанчжоускую и Тунчэнскую школы неоконфуцианства, поскольку он считал их тупиковыми для развития общественной мысли Китая.
Подытоживая, П. Коэн отмечал, что «спор окончен». Формирование взглядов Левенсона происходило ещё до окончательной публикации американской теории модернизации. Он придерживался стандартных взглядов, что китайское общество невосприимчиво к фундаментальным изменениям (ныне выясняется, что коренные экономические и демографические изменения шли в Китае минимум с XVIII века, то есть задолго до империалистического вторжения), и в русле этой логики было очень сложно, если вообще возможно, объяснить причины трансформации китайского традиционного общества. Теория модернизации разрабатывалась в противовес марксистским социальным теориям, но при этом логика Ш. Эйзенштадта полностью совпадала с идеями Маркса, что именно промышленно развитый Запад переделает остальной мир по своему образцу. Левенсон также признавал, что Китай в будущем ожидает конвергенция, когда по мере индустриализации страны различия между китайской и западной культурами будут размываться. Западная цивилизация, по словам П. Коэна, в теории Левенсона играла двоякую роль: во-первых, служила «растворителем» традиционных ценностей, и, во-вторых, была моделью для подражания, на которую всё более и более ориентируется новая китайская культура.

### Стиль работ Джозефа Левенсона
Во множестве прижизненных рецензий и в посмертных оценках, в том числе крайне критических по тону, неизменно повторялись похвалы «блестящему» литературному изложению в статьях и монографиях Левенсона. Лаймен ван Слайк утверждал, что по стилю своего мышления и письма Левенсон был эссеистом, а не автором развёрнутых нарративов монографического типа; его изложению была присуща ярко выраженная нелинейность, за которой можно было прочувствовать непрерывно разворачивающееся сознание. Джозеф Левенсон адресовал свои тексты подготовленным читателям, которые обладают определённым интеллектуальным и фактологическим багажом, и не любил объёмных рассуждений. Читатель должен был «совпасть» с его рассуждениями, поскольку Левенсон использовал фактические данные для иллюстрирования своих аргументов, а не доказательства выдвинутых тезисов. Джозеф Левенсон ценил игру слов и нюансов, поэтому при небольшом объёме его статьи и книги очень сложны для восприятия. Ещё одной принципиальной особенностью его как лектора и писателя было крайнее напряжение мысли, переданное через поток ярких метафор, служащих для погружения читателя в контекст и «распаковки» смыслов. Левенсон не делал разницы между вопросами, возникающими при рассмотрении той или иной исторической ситуации, либо вопросами, возникшими в результате мыслительной деятельности тех или иных людей. Однозначных ответов не существует; каждый ответ — это выбор из некоторой вероятности. Вдобавок, каждое утверждение, согласно Левенсону, содержит в себе своё отрицание. Китаист-литературовед Дэвид Поллард отметил, что в стилевом отношении Левенсон представил «ответ синолога моде на скорочтение». Эмоциональный посыл в раннем творчестве Левенсона был неотделим от логической непоследовательности. В то же время он отвергал психологический редукционизм, характерный для американской историографии 1950-х годов.

### Критика трудов Джозефа Левенсона

#### «Лян Цичао и мысль Нового Китая»
Первая монография Левенсона, основанная на материалах его докторской диссертации, была посвящена роли Лян Цичао в развитии современной китайской мысли. Небольшая книга, включающая шесть глав, была посвящена, в основном, интеллектуальным вопросам, сводя к минимуму биографический элемент. Левенсон выделил в развитии Лян Цичао как философа три этапа, связанных с последовательным изменением его взглядов на сущность конфуцианской традиции и отношению к культуре Запада. Книга вызвала полярно противоположные впечатления рецензентов, что стало обыденным в дальнейшей практике восприятия работ Левенсона. Так, Мерибет Кэмерон (Mount Holyoke College) отмечала, что хотя автор «„философичен“ и дидактичен», демонстрируя отличное знание работ Лян Цичао, сумел избежать отождествления со своим героем и убедительно показал, что Лян «не отделял интеллектуального отчуждения от эмоциональной привязанности к конфуцианской традиции». Однако критическая заострённость оказалась настолько велика, что «личность биографа затмила предмет биографии».
Крайне резкую по тону рецензию представил патриарх тогдашней американской синологии Артур Гуммель. Он начал с констатации, что автор использовал «все самые яркие приёмы, все самые тяжёлые орудия психологии, философии и антропологии» для исследования «мысли Нового Китая». Это сразу порождает вопрос, что именно подразумевается под «новым», ибо Лян Цичао — основной объект исследования — скончался в 1929 году. Следующая претензия связана с тем, что Левенсон, реконструируя ключевые идеи Ляна на разных этапах его духовного развития, практически не подкрепляет их его собственными словами (при наличии ссылок на первоисточники); то есть читателю предлагается довольствоваться изложением и критикой автора. А. Гуммель не согласен с данным методом, поскольку Лян Цичао был очень авторитетным журналистом и пропагандистом, который «руководил мыслями и чувствами своих соотечественников в решающий период их истории». Раздражение критика вызвало и то, что Джозеф Левенсон, согласно мнению А. Гуммеля, воспринимал творчество своего героя как «упражнение в диалектике», тогда как Лян Цичао никогда не имел дела со статическими концепциями, а для его китайских читателей не существовало тех неразрешимых противоречий, которые находил в его статьях Левенсон. Литературный стиль, особенно в шестой, заключительной, главе характеризовался так: «автор упаковывает свою мысль в слишком большое число разрозненных предложений, создавая эффект стаккато».

Левенсон желает, чтобы мы узнали о «несоответствиях, на которых Лян Цичао сам себя поймал», чтобы мы знали, что именно «его раздражало», находит в его сочинениях «переплетение логичности и нелогичности», обременённое «образчиками вымученного анализа». Левенсон нам сообщает: «Если статьи Ляна убеждают, то тут же и разубеждают, и его современники, находящие в работах Ляна высшие смыслы, с трудом могли понять, что же означает означаемое». Люди, жившие в Китае во времена Ляна, слушавшие его лекции, внимательно читавшие его работы в газетах, будут удивлены, как же им удалось ускользнуть от столь глубоких психологических прозрений. <…> Современники никогда не считали его жертвой «патриотической шизофрении», человеком, «интеллектуально отчуждённым и эмоционально связанным со своей традицией», человеком, «стыдящимся страны, которой он гордился».
Завершая рецензию, Артур Гуммель заявил, что книгу, написанную для «высветления наследия Лян Цичао лучом прожектора», навряд ли можно рассматривать как историческое произведение, поскольку она сообщает «о своенравном, разъедающем мышлении нашего времени», а не о человеке, которого автор желал представить как «ум номер один Нового Китая».
В 1955 году в журнале «The Journal of Asian Studies» была опубликована подборка писем — ответов на критику Гуммеля — со стороны Левенсона и его коллеги — Дональда Кина. Джозеф Ричмонд оскорбился, что рецензент увидел в его книге лишь «продукт культурного и личностно ограниченного жителя Запада, стремящегося доказать, что один из умнейших людей Китая был дураком». Дональд Кин в следующем далее обзоре характеризовал «Лян Цичао» как «одну из самых блестящих и вдохновляющих работ по современной интеллектуальной истории, с которыми мне приходилось сталкиваться», позволяющей пролить свет на аналогичные проблемы японской культуры. Он также уличил Гуммеля в передёргивании отдельных фраз и вырывании их из контекста.
Впоследствии тональность рецензий изменилась. Так, в 1956 году британский синолог Виктор Пёрселл сосредоточился на практической значимости книги Левенсона в условиях «марксистско-маоистского переписывания истории Китая». В духе левенсоновских аналогий, Пёрселл сравнил Лян Цичао с Колетом, Кан Ювэя — с Томасом Мором, а Ху Ши — с Эразмом Роттердамским. Переиздания книги в 1959 и 1967 годах также вызвали новые отзывы. Исследователь китайского сциентизма Дэнни Куок (Го Инъи, Гавайский университет) отметил, что значение работы Левенсона не уменьшилось за полтора десятка лет, ввиду значения проблемы разрыва между историей и ценностями. Он отмечал, что Левенсон сам невольно превратил историю в аксиологию. В то же время, «Левенсону удалось привнести к изучению Ляна и современного Китая то, что Дильтей называл исторической симпатией».

#### «Конфуцианский Китай и его современная судьба: проблема интеллектуальной преемственности»
Новая книга Левенсона, увидевшая свет в 1958 году, открывала трилогию «Конфуцианский Китай и его современная судьба». Она явилась обобщением проекта Комитета по китайской мысли Ассоциации азиатских исследований, и была составлена из статей, которые ранее публиковались в сборниках симпозиумов, проводимых Комитетом. В смысловом отношении главы книги не всегда связаны друг с другом. Содержательные особенности труда проанализировал синолог Отто ван дер Шпренкель. Концепция Левенсона предусматривала наличие двух фаз китайской интеллектуальной истории. Бо́льшую часть исторического прошлого Китая занимала первая фаза, в которой «идеи должны были пройти испытания на совместимость с принятой традицией». Вторая фаза продолжается и в середине XX века, в её русле «китайской традиции пришлось пройти испытание на совместимость с чуждыми по генезису, но убедительными идеями». Предметом авторского рассмотрения явилась именно вторая фаза, в которой сосуществуют два взаимообусловленных процесса: постепенный отказ от традиции со стороны радикалов и консервация традиции со стороны традиционалистов. При этом представители обоих лагерей в равной степени были озабочены равенством политического и интеллектуального положения Китая и Запада. Эта тематика обеспечивает непрерывность изложения мысли и единство текста. В двух первых главах Левенсон рассуждал о провале раннецинского «эмпирического проекта» и упадке идеала традиционной учёности (в его терминологии «amateur ideal»). Остальная часть книги посвящена рассмотрению различных вариантов «ответа» на «вызов» Запада. Главными объектами для Левенсона являются «эклектика» Цзэн Гофаня, учение о ти юн от Линь Цзэсюя до Чжан Чжидуна, конфуцианский реформизм Кан Ювэя, трансформация Лян Цичао из просветителя в националиста, синкретизм Цай Юаньпэя, и, наконец, позиция китайских коммунистов. Относительно последних Левенсон заключил, что коммунистическая теория «требует уступок китайскому прошлому не в интересах его успеха, но как условие его существования». Чарльз Гукер (Аризонский университет), впрочем, отметил, что построения Левенсона чрезвычайно абстрактны, и изложены настолько парадоксальным и витиеватым языком, что «могут оттолкнуть всех, кроме преданных ему читателей». Английский синолог Денис Твитчетт в своём отклике на лондонское издание книги предостерёг автора от игнорирования исторического контекста обсуждаемых идей, поскольку китайские мыслители всегда были ориентированными на практику, в силу чего абстрактное рассмотрение идей и концепций «опасно для историка».
В своей содержательной рецензии профессор Гамбургского университета Вольфганг Франке отмечал, что книга Левенсона представляет собой сборник статей и эссе, образующих довольно поверхностное единство, лишённое, вдобавок, систематического изложения основных трендов развития китайской мысли. Отсутствует и критическая часть, в которой рассматриваемые проблемы могли бы анализироваться с разных точек зрения. Самым большим достоинством книги названа постановка крайне важных и интересных вопросов. Например, Левенсон не мог игнорировать рассмотрение причин, почему в Китае времён поздней Мин и ранней Цин не смогло укорениться христианство. Однако ответы на задаваемые вопросы чрезвычайно абстрактны, игнорируется целый комплекс политических, социальных, интеллектуальных и даже эмоциональных факторов. Главным недостатком позиции Левенсона Франке видел в том, что тот ведёт интерпретацию китайской общественной мысли с позиции западного интеллектуала XX века, используя самые разнообразные ассоциации. Например, автор может приводить в пример Марка Лициния Красса. Книга оснащена мощным ссылочным аппаратом, в котором изобильно цитируются китайские, японские и западные исследования, однако нигде им не даётся критической оценки. Франке замечает: «быть может, читатель заинтересуется личным мнением автора о развитии школы цзинь вэнь, или взглядами Отто Франке на Кан Ювэя, или мифом об У Гане», но возможности удовлетворить своё любопытство автор не предоставляет. Иными словами, Левенсон «выстреливает» множеством новых идей, но не доводит их развёртывание до завершения, не обосновывает их.

#### «Конфуцианский Китай и его современная судьба: проблема кризиса монархии»
Выход в свет второго тома трилогии в 1964 году вызвал рецензию Артура Стайнера (Калифорнийский университет в Лос-Анджелесе). Исследование природы конфуцианской монархии, проведённое Левенсоном, по мнению Стайнера, демонстрирует важность понимание конфуцианской культуры для китаистов-политологов. В противном случае окажется непонятным, почему конфуцианство пережило монархию — для которой служило главной опорой, — но также пережило «инъекцию» западных по генезису представлений о народоправии, более того, республиканцы-националисты использовали именно конфуцианское понятие «народ» при выстраивании собственной политической власти. Равным образом, Левенсон продемонстрировал, что национализм и модернизация неразделимы в Китае, что в принципе способно облегчить избавление от традиционных паттернов общественной мысли. Если в соседней Японии модернизация смогла вместить сохранение монархии и использование мифологических представлений о глубокой древности, то казус Юань Шикая показал, что для Китая модернизация и монархизм несовместимы. Провал реставрации конфуцианской монархии, по Левенсону, демонстрировал, что она враждебна модернизации. Это не исключает использования парадоксального понятия «традиционалистская модернизация», элементы которой могут быть обнаружены даже в деятельности маоистов.
Американский китаевед Гарольд Кан начинал с похвал «блистательному стилю» Левенсона, его «провокативным теориям» о «смерти и преображении» конфуцианства, которые сравнивал с контрапунктом и системой лейтмотивов, выдерживаемым до конца трилогии. Если первый том был посвящён интеллектуальной, а второй — институциональной истории, то завершающий том трилогии касался проблем историографии. В формально-содержательном отношении тома слагались из сюжетно самостоятельных эссе. Тем не менее, изложение постепенно становилось конкретно-историческим, спускаясь из «стратосферных высей» философии (как в первом томе), хотя и включает массу дополнительных сюжетов, вплоть до хасидского фольклора. «Профессор Левенсон — мастер метафор, эпиграмм, острот, парадоксов и каламбуров на все случаи, но, зачастую история в его трудах теряется в словесных дебрях». Наиболее вопиющий пример словесной эквилибристики автора, переходящей в варваризм: «Сделав общий вывод, давайте сделаем однозначный вывод с заключительным выводом», что порождает вопрос — не впал ли сам автор в бессмыслицу?. Гарольд Кан затрагивая содержательные особенности второго тома, посвящённого бюрократии, указывал, что Левенсон не избавился от привычки «не выходить за рамки предельно общего подхода к проблеме». Самым же слабым местом в его аргументации является попытка навешивания ярлыков: если описывается бюрократ, то он непременно конфуцианец, а если аристократ (Левенсон настаивал на сохранении аристократического класса во всё время существования империи в Китае) — то «феодал». «История сводится к битве между добрым и злым, слабым и сильным, реализмом и идеализмом».

Без ярлыков теория конфронтации профессора Левенсона не имеет смысла… Противостояние монархии и бюрократии предполагает реальный политический конфликт; противостояние легистов и конфуцианцев не предполагает ничего, кроме воздушной абстракции.
Впрочем, в содержательном отношении главным достижением Левенсона названо разоблачение мифа о статичном, неизменном Китае, экзотические сущности культуры которого невозможно сравнивать с западным интеллектуальным и институциональным опытом. Собственно, основная ценность работы Левенсона заключена в сравнительной интеллектуальной истории. Методология исторического релятивизма противопоставлена подходам Чарльза Фицджеральда, который рассматривал китайскую революцию как современный аналог традиционной смены династий. Релятивизм Левенсона выражался и в том, что он отказывался от рассмотрения только исторически перспективных персон, например, обращаясь к опыту «последнего традиционалиста» Ляо Пина и «сентиментальных реакционеров», которые пытались после революции 1911 года реставрировать монархию. Даже попытки Кан Ювэя «освятить мёртвое тело конфуцианской мысли», создав конфуцианскую церковь, являлись для своего времени актуальными, отчётливо современными; для потомков — это важные свидетельства, в каком направлении развивались перемены в китайском обществе.
В рецензии Франца Михаэля (университет Джорджа Вашингтона) исследовательская программа Левенсона связывалась с глобальной задачей осмысления судьбы китайской цивилизации. Ф. Михаэль утверждал, что изо всех великих восточных цивилизаций, лишь Китай решительно порвал со своим базисом, доставшимся от прошлого, то есть конфуцианством, тогда как индусская, буддийская, японо-синтоистская и исламская цивилизация решительно использовали своё культурное наследие при переходе в современный мир. Вероятно, это как-то связано и с успехом коммунистической идеи именно в Китае. Левенсон не устаёт повторять, что крах монархии произошёл именно потому, что конфуцианство утратило свой статус основы культурной традиции и социальной этики, и монархические институты ко времени Юань Шикая полностью разложились. В этом плане Левенсон использует пример Кан Ювэя (которого именует «последним конфуцианским философом»), неудача реформаторской программы которого напрямую проистекала из попытки трансформации отжившей своё традиции. Отдельная часть книги посвящена социальным связям китайских учёных-чиновников и императора. Левенсон разработал концепцию борьбы конфуцианского универсализма императорской власти (выражаемого концепцией Поднебесной) и провинциализмом бюрократических элит, которые находили выход из-под пресса деспотической власти в частных занятиях, например, живописью. Это иллюстрировалось на примере южных школ живописи при династии Мин. Иными словами, конфронтация наблюдалась между сторонами одного и того же конфуцианского миропорядка. По мысли Ф. Михаэля, Левенсон допустил в этом отношении очень серьёзное упрощение. Он не видел разницы между традиционным государством и обществом Китая, а между тем, социально-экономические роли столичных придворных чиновников, служащих династии, сильно отличались от провинциальных шэньши, решающих собственные задачи; разными у них были и запросы по отношению к центральной власти. Укорял рецензент автора и в том, что тот проигнорировал важнейшее исследование Чжана Чжунли о провинциальных шэньши, которое вообще не упоминалось в библиографии.
Ф. Михаэль счёл интересным тезис, рассмотренный в третьей части монографии, что противоречия между центральной властью и бюрократическими элитами порождали не слабость традиционных китайских институтов, а, напротив, усиливали их. Соответственно, исчезновение гармонии сил между группами элит знаменовало крушение традиционного миропорядка. Проблема заключалась в том, что Левенсон не показал, что именно стало причиной нарушения этой гармонии. Центральное место в книге занимает демонстрация того, что Тайпинское восстание было в равной степени направлено не только против маньчжурской династии, но и конфуцианского понятия Неба. Согласно мысли Левенсона, это и привело к разрыву с традиционным миропорядком, который поддерживал монархию. Левенсон утверждал, что победу над тайпинами одержали цинские провинциальные элиты, которые могли бросить вызов центральной власти. Ф. Михаэль критиковал его идею, что Цзэн Гофаня и его окружение можно назвать лишь «паразитами на теле отмирающего государства»; равным образом, конфуцианские ценности потеряли значение для китайцев много позже, в результате распространения западного образа жизни.

#### «Конфуцианский Китай и его современная судьба: проблема значения для истории»
Специалист по современной истории Китая Морис Мейснер свою рецензию на завершающий том трилогии Левенсона озаглавил «Конфуцианский детерминизм». Поскольку третий том вышел буквально накануне китайской «Культурной революции», когда «революционный утопизм китайского коммунизма ещё предстояло укротить, рутинизировать и институционализировать», Мейснер сосредоточился на том, что в условиях революционных потрясений, старый порядок никогда полностью не исчезает. Книга Левенсона «Конфуцианский Китай и его современная судьба: проблема значения для истории» именуется «блестящей», после чего немедленно задан следующий вопрос: почему целое эссе посвящено забытому неоконфуцианцу Ляо Пину, но ни словом не упоминается о Линь Бяо, который намного важнее в политическом контексте. Ответ на этот вопрос коренится в том, что Левенсон предлагает механизм критики «синологического детерминизма», который влияет на американское восприятие коммунистического движения в Китае. Одновременно Левенсон довёл до конца анализ процесса отчуждения современной китайской интеллигенции от традиционных китайских ценностей, начатый книгой о Лян Цичао. Если в своих ранних работах Джозеф Левенсон изучал переход китайской интеллигенции от конфуцианства к национализму, порождающей конфликт между «историей» (эмоциональной приверженностью китайскому прошлому) и «ценностями» (интеллектуальной приверженности определённому идейному комплексу), то далее он перешёл к проблеме сохранения традиции. Эта последняя, в форме романтической привязанности к «истории», пережила все революционные потрясения, хотя и лишилась (как подчёркивает Левенсон) значительной части своего интеллектуального и институционального содержания. При этом традиционалисты, наподобие Юань Шикая и Чан Кайши, использовали традицию в нетрадиционных целях, апеллировали к классическим текстам, но более не воспринимали их буквально. В лагере же ниспровергателей традиции оказались такие разные персоны, как Чэнь Дусю и Ху Ши, чьё стремление отказаться от традиционных ценностей оказалось несовместимым с китайским национализмом и антиимпериализмом. Национализм предполагает собственное прошлое, наделяемое смыслами и значениями.
Значительное место Левенсон уделил рецепции китайского прошлого китайскими коммунистами. С одной стороны, коммунисты отвергли старые китайские ценности и объявили, что их место на свалке истории. Но в отличие от радикалов эпохи Движения 4 мая, используя марксистский историзм, коммунисты стали рассматривать прошлое с позиций универсальных прогрессивных стадий социального развития, интерпретируя необходимые для политических целей традиции прошлого как «прогрессивные» для своего времени. Происходит разрыв между абсолютной истиной настоящего и относительными суждениями о прошлом; то есть коммунисты совершают «музеефикацию» прошлого (метафоры, связанные с музеем, изобильно используются Левенсоном). «Это объясняет, почему коммунисты могут яростно осуждать „феодальное“ прошлое, не отказываясь от своих националистических претензий на то, чтобы быть истинными наследниками этого прошлого». Левенсон активно использует понятие «постконфуцианство» для разъяснения механизма использования традиций китайскими коммунистами, находящимися у власти. Он убедительно показывает, что американские политологи и историки не желают видеть разницы между традиционной китайской формой и современным китайским содержанием. Поэтому кажущиеся элементы преемственности могут использоваться крайне нетрадиционно. Например, в КНР высоко оценивали даосскую философию, трактуя её как материалистическую, делая переход к современной «научной» системе управления государством и обществом. С другой стороны, М. Мейснер заметил, что Левенсон очень упростил марксистское учение и, видимо, пренебрегал тем, что китайский марксизм во многих важных аспектах коренным образом отличался от других разновидностей марксизма.
Таким образом, Левенсон рассматривает китайский коммунизм как кульминацию процесса отчуждения китайской интеллигенции от китайской традиции и как завершение процесса отчуждения; коммунисты смогли окончательно порвать с прошлым. В концепции Левенсона это означает, что Китай сделался (или, по крайней мере, становится) современной нацией, с присущей ей индивидуальными отличиями: «современная технология и современная китайская культура, такая же космополитическая, как и любая иная». Данная формула вызвала недоверие М. Мейснера, поскольку в исследовании никак не показано, что историю и природу китайского коммунизма можно трактовать в терминологии модернизации. Это контрастирует с глубинным историзмом методологии Левенсона: «его выводы вытекают из конкретного исследования конкретных исторических и интеллектуальных процессов». Именно поэтому Левенсон не приемлет аналогий между красным Китаем и советской Россией.
Профессор Австралийского национального университета Ван Гэнъу в 1969 представил общую рецензию на трилогию «Конфуцианский Китай», изданную в одном томе. Он отмечал, что выход первой книги в 1958 году произвёл глубокое впечатление, поскольку Левенсон достойно справился с чрезвычайно сложной задачей: показал мыслителей в ситуации, когда они тщились совместить необходимость собственной традиции с принятием «вызова» со стороны Запада, что не могло не быть мучительным. Логика дальнейшей работы потребовала от Левенсона обращения к истокам конфуцианства и попытки выявления той сущности, которая обеспечивала его доминирование в течение веков и превращение в структурообразующее учение в эпоху империи. Стабильность конфуцианских порядков была поколеблена только в XIX веке, причём Левенсон считал рубежным в этом процессе Тайпинское восстание, которое, хотя и потерпело поражение, но знаменовало анахроничность конфуцианского этоса. Особой похвалы удостоились «блистательные» наблюдения в отношении различий намерений китайских мыслителей и достигнутых ими результатов. В третьем томе было показано, как китайские мыслители мучительно привыкали к тому, что их исторический опыт не является универсальным и должен быть осмыслен в иных категориях, в обстановке поиска собственного места в современном миропорядке. Ван Гэнъу считал большим достоинством книги Левенсона демонстрацию необходимости для Китая европейско-американского гуманизма для поиска этого места. Хотя профессор мягко отмечал, что «книга нелегка для чтения», он заявил, что лучшим для памяти усопшего Левенсона будет чтение и понимание его трудов.

#### «Интерпретация истории Китая от истоков до падения Хань»
О вышедшей после смерти Левенсона в соавторстве с Францем Шурманом книге профессор Калифорнийского университета в Санта-Барбаре Чэнь Цзиюнь заметил, что она «провокационная». Главным значением книги стало то, что двое признанных специалистов по истории Китая предприняли нетрадиционную попытку «пообщаться с внешним миром» и представить книгу, пригодную для использования учащимися. Смысл работы заключался в попытке вписать историю Китая в магистральное направление западной историографии, особенно сложной, когда специалист-китаевед работает преподавателем. «Важный вопрос: как лучше всего для посвящённых в узко специализированной и относительно изолированной области науки о Китае передать значимые сведения неофитам?» Путь, который избрали Левенсон и Шурман, назван «опасным». Книга включала 11 глав, каждая разделённая две части («Предпосылки» и «Последствия»); материал расположен в хронологическом порядке. В первой части излагаются фактические данные, начиная от мифологии и археологии, во второй представлены личные суждения каждого из соавторов. Рецензент констатировал, что книга полна спорных теоретических постулатов. Например, Левенсон использовал собственную трактовку древнекитайского феодализма, данную им в рецензии 1956 года на книгу Раштона Кулборна «Феодализм в истории». Левенсон заявил, что только в Европе феодализм достиг зрелости форм, поэтому за развитым феодализмом последовало возникновение буржуазного класса и классический капитализм; отсутствие феодализма в ранней истории Китая может объяснить отсутствие потенций к развитию капитализма на Дальнем Востоке. Подобная аргументация была опровергнута Этьеном Балашем и Оуэном Латтимором ещё на рубеже 1950—1960-х годов. Хватало и фактических ошибок: так, Левенсон и Шурман объединили археологические культуры Луншань и Шан, хотя их разделяют много веков и сами они включают разные слои. Царство Цинь характеризовалось как «политически незначительное», хотя это не соответствовало действительности. Левенсон безосновательно доказывал полный крах империи Цинь ещё до начала народного восстания, хотя они начались ещё при жизни Цинь Шихуанди. Приводились и другие примеры.
Исследователь китайской философии В. А. Рубин, рассматривая позицию Левенсона относительно личности Конфуция, отметил модернизацию, которая проявилась ещё в начале 1960-х годов. В своей рецензии на биографию Конфуция, написанную Херли Крилом, Левенсон начал с постановки вопроса, можно ли считать Конфуция демократом, идеи которого были искажены учениками? Левенсон давал оригинальный ответ: «народолюбие» Конфуция проистекало из его традиционализма, поскольку, ценя старость выше молодости, учитель отрицал ценности, связанные с правом сильного. Далее он выдвинул ещё два тезиса: во-первых, об отсутствии «рва» между Конфуцием и конфуцианцами, и, во-вторых, о конфликте между традиционализмом и благом народа в конфуцианском учении. Более того, традиционализм Конфуция был его главной инновацией. Именно этот последний тезис и критиковал В. А. Рубин, используя советскую социологизирующую терминологию. Исходя из древнекитайских источников, Рубин заявил, что главной проблематикой конфуцианцев было противопоставление гуманности и негуманности, а Левенсон «навязывает Конфуцию чуждую ему проблематику».
Профессор Лейденского университета Антони Хюльсеве назвал книгу Левенсона и Шурмана «примечательной, но провальной». В основу концепции Левенсон положил «интеллектуальное содержание» явлений, а не увеличение числа данных, вдобавок, книга написана в его фирменном «эпиграмматическом стиле», который «может быть охарактеризован как угодно, кроме как лёгкий для чтения». Рекомендуемая для чтения литература — исключительно на английском языке — существенно устарела. А. Хюльсеве перечисляет множество фактических ошибок даже в профессиональной сфере Левенсона — интеллектуальной истории. Пассажи, посвящённые древнекитайской религии, объявлены не выдерживающими никакой критики: о религиозных системах почти не упоминается, лишь в главе о Шан мимолётно говорится о шаманах, также поверхностно поминается «китайская народная религия», и, наконец, в главах о Хань — о «народном даосизме», поданном как инновация. При упоминании древнекитайских философов ни слова нет о том, что все школы основывались на единой картине мироздания и космоса, который предполагает корреляцию между небесными и человеческими деяниями. Крайне сомнительными названы рассуждения о древнекитайском феодализме и об инновационности Конфуция — «первого китайца, труды которого дошли до нас в силу его заслуг, а не происхождения». Ещё более сомнительны аналогии между чжоуским завоеванием государства Шан и вторжением варваров в Римскую империю. Приведя множество других примеров (в том числе в описании функционирования администрации империи Хань), рецензент подытоживает: читатель, который воспользуется этой книгой, «будет слишком похож на персонажа „Пиквикского клуба“, который изучал китайскую философию, читая статьи „Китай“ и „Философия“ в „Британской энциклопедии“».
В жанровом отношении к этому тексту примыкала учебная хрестоматия «Современный Китай», в состав которой вошли двадцать статей известных синологов, включая самого Левенсона и Роберта ван Гулика. Понятие «современности» трактовалось широко, поскольку в состав книги вошли статьи по истории периодов Мин, Цин и Китайской республики.

#### «Революция и космополитизм»
Небольшая по объёму книга, вышедшая посмертно, была лишь частью обширного замысла, сущность которого ясна из заглавия. В структуре новой трилогии данная книга должна была занимать финальную позицию. Поскольку Джозеф Левенсон всегда отрабатывал свои идеи в университете и на научных симпозиумах, основой для опубликованного текста послужили три его лекции 1969 года. В содержательном отношении Левенсон отталкивался от метафоры театра, начав изложение с анализа целей переводов на китайский язык выдающихся драматургических произведений западных литератур, выполненных в 1920—1950-е годы. Источником ему послужили фонды библиотеки United College Китайского университета Гонконга. По мысли Левенсона, переводы Корнеля, Гольдони и Ибсена должны были не только обогатить кругозор китайцев, сделав доступными произведения признанных классиков (безотносительно вкусовых предпочтений и «понравится или нет»), но и показать, что персонажи-европейцы психологически ничем не отличаются от китайцев. Левенсон рассматривал это как проявление традиционного конфуцианского космополитизма, хотя и со смещённым идеологическим фокусом. После начала кампании «Ста цветов» и культурной революции китайский космополитизм был отвергнут и заменён на культурный партикуляризм, который не мог привести ни к чему, кроме оторванности и от прошлого, и от современности. Тем не менее, Левенсон выражал надежду, что Китай вернётся на общечеловеческий путь развития.
В предисловии Фредерика Уэйкмена — ученика и душеприказчика Левенсона — особое внимание было уделено тому, что Левенсон в своей нереализованной трилогии хотел вписать проблему космополитизма и партикуляризма в дуальную оппозицию «иудаизм — христианство». Будучи религиозным евреем, Левенсон попытался представить историю иудейского партикуляризма, противопоставленную «ложному универсализму» христианской традиции.
Антиковед и культуролог Арнальдо Момильяно воздавая должное тонкому пониманию Левенсоном античной традиции, указывал, что греко-римское общество, допустив «перемены как образ жизни», не было близко ему в эмоциональном отношении. «Сердце Левенсона принадлежало традиционным обществам, для которых историография, не более, но и не менее, являлась свидетельницей преемственности». Собственно, в иудаизме, как и в конфуцианстве, историческое мышление рассматривалось не как процесс, а как постоянство моральной Вселенной, что было для Левенсона существенным. Впрочем, Момильяно утверждал, что Левенсон прекрасно осознавал, что его трактовки и конфуцианства и иудаизма существовали в системе западных ценностей, то есть — ответвления греческой исторической традиции. Поэтому его стиль исторического анализа именуется «очень личным», поскольку служил эстетическим механизмом сглаживания личностного конфликта: Левенсон стремился доказать самому себе, что вечное способно преобладать над временны́ми последовательностями. Предисловие Уэйкмена названо Момильяно важным для понимания левенсоновского исторического мышления.

## Левенсон и еврейство

### Ценностный императив иудаизма
Данный вопрос в академическом ключе впервые был рассмотрен Ангусом Макдональдом в 1970 году. Лично знавший Левенсона учёный отмечал, что тот являлся религиозным евреем. По собственному признанию, ещё в университетские годы Джозеф Ричмонд задумывался об основаниях для сопоставления китайского и еврейского культурного опыта: и тот, и другой находятся вне линии западной культурной преемственности, но при этом оба претендуют на космополитизм. Поэтому А. Макдональд считал, что и выбор предмета исследования и методология Левенсона, его эмпатия к китайскому интеллекту всецело определялась его еврейством: для иудея очевидно единство культурных и этнических корней при непрестанном ощущении чуждости любому окружению, в котором находишься. В заключительном томе трилогии о конфуцианстве Левенсон цитировал статью о Маймониде, в которой выдвигался тезис о том, что ослабление традиции вызывается не её исчезновением, а тем, что в современной культуре смешалось слишком много традиций. Еврейская идентичность, по мнению А. Макдональда, для Левенсона была не следствием выбора, а являлась «историческим императивом».
Заново данный вопрос исследовали в 2014 году Мэдлин Дун Юэ (профессор Вашингтонского университета) и Чжан Пин (профессор китайского языка Университета Тель-Авива). Согласно их мнению, левенсоновское восприятие иудаизма было во многих отношениях схоже с позицией Мартина Бубера: тот дистанцировался от раввинизма и Талмуда, которые сковывали его активность и препятствовали свободе творчества. Левенсон неукоснительно соблюдал бытовые традиции, но главным первоисточником традиции считал Танах, отчасти, хасидские источники, последний том «Конфуцианского Китая» завершается рассказом о хасидах. Левенсон много писал об истории и религии евреев, его неопубликованные статьи и рукопись книги являются важными источниками по его воззрениям на еврейский вопрос. Так, в архиве учёного сохранилась неопубликованная трёхстраничная рукопись «Кризис», из которой следует, что еврейская история строится по циклу «кризис-и-ответ». Кризис мог иметь как внешние, так и внутренние источники, но в любом случае порождал интеллектуальный ответ, как попытку осмыслить мучения, причиняемые бедствиями. Так, раввинская философия стала следствием разрушения Первого Храма и вавилонского пленения. Раввинический иудаизм, в свою очередь, подвергся сильнейшей эрозии во время «долгих тёмных веков» (XIV—XVII столетий), когда евреи испытывали бедствия как извне, так и в своей общине. Адекватного ответа средневековым вызовам раввинский иудаизм дать не сумел, и превратился в учение о потустороннем, по сути, в магию. Левенсон оспаривал роль раввинизма как главного интеллектуального течения евреев в Средние века, но главное заключалось в ином: кризис не преодолён, и само существование еврейского народа постоянно находится под угрозой. Важнейшим источником внутренних кризисов для иудаизма, по Левенсону, выступает мессианство. После деятельности Шаббатая-Цви «иудаизм уже не мог остаться прежним». Но в любом случае и сам кризис, и мотивация выхода из него исходили из самого иудаизма и культурно-этнической среды, которая его породила.
Лично знавшие Левенсона люди отмечали, что он осуждал евреев, отказавшихся от своей веры или религиозной идентичности. В статье об идентичности он писал:

Прилагательное «иудео-христианский»… пришло из области «межконфессиональных отношений». <…> Многие евреи принимают эту комбинацию. Вместо презрения к еврейским ценностям она, кажется, обещает уважение и пропуск в западную культуру. К сожалению, это признание неполноценности; признание на этих условиях отрицает подлинность иудаизма. Каким-то образом христианская составляющая ассимилирует, кажется, весь иудаизм, который оказывается излишним. И еврейская идентичность размывается, так что выживание евреев делается невозможным.
Джозеф Ричмонд Левенсон полагал, что вопрос об ассимиляции евреев в принципе не должен ставиться. В XX веке угрозу еврейской самобытности в равной степени представляли нацисты и либералы-универсалисты, тогда как еврейство — это «выбор жизни». То есть еврейство — это и есть жизнь и смерть евреев как народа и иудаизма как их религии. Поскольку иудейство соединяет этничность, культуру и дух, вопрос «выбора жизни» не несёт в себе свободы, это «религиозная позиция, а не социальное предпочтение». Еврейский выбор — это заповедь, предшествующая любым размышлениям и вопросам, а особенностью иудаизма как религии в том, что для оправдания своего существования он не полагается ни на что. Главный императив евреев — жизнь, поэтому Десять заповедей (мицва) — «это конец, а не начало». «Быть — значит не быть, но желать быть — и быть желанным [Богу]» (англ. To be is not to be, but to will to be — and to be willed). Лично для Левенсона еврейская идентичность — следствие сознательного выбора, но заповедь жизни означает, что выживание евреев как народа не может подвергаться не только сомнению, но и обсуждению. Выживание евреев — не результат ответа на кризисные явления, и предшествует всяким кризисам. Внешним выражением этой заповеди является чтение Торы и соблюдение шаббата. Разницы в выживании отдельного человека, его идентичности, и культуры целого народа нет, выживание имеет смысл именно при сохранении культуры и идентичности. Сравнивая культуры античности, старого Китая и иудаизма, Левенсон доказывал, что еврейство живо во всех его проявлениях. Напротив, древнегреческую культуру (базовый её текст — эпос Гомера) постигла «музеефикация» (неологизм Левенсона museumification, сочетающий корни «музей» и «мумификация»). Та же участь постигла и конфуцианскую цивилизацию, которую Левенсон сравнивал с древнегреческой. Один из важнейших симптомов жизни традиции является то, что она побуждает своих носителей к активным действиям. В этом плане Левенсон прилагал к иудаизму неоконфуцианскую формулу «совпадающего единства знания и действия».

### Историческое мышление Джозефа Левенсона и идеи Вальтера Беньямина
Профессор-китаевед Вера Шварц отмечала, что для понимания источников исторического мышления Джозефа Левенсона применима метафора алхимии, в силу чего немедленно возникают параллели с историко-критическим мышлением Вальтера Беньямина («произведение — погребальный костёр; комментатор — химик, который связан с деревом и пеплом; и критик — алхимик, который занимается загадкой самого пламени, то есть бытия»). Левенсон и Беньямин были едины в позиции, что самосознание воздействует на исследуемый процесс; прошлое для них было в равной степени «первичной материей», и только критик мог поместить его проявления в контекст, подвергнув обоснованию. То есть они были конструктивистами, которые создавали истину, а не реконструировали её на основе наблюдений фрагментарных свидетельств. Ценность прошлого заключается в его использовании для отыскания истины для настоящего. Этот философский базис служил основой для особого внимания, которое и Левенсон, и Беньямин уделяли иудаизму в истории. В своих предсмертных «Тезисах» Беньямин утверждал, что Тора и Талмуд воспретили евреям смотреть в будущее, ибо Мессия может прийти в любой момент. «Быть евреем — значит жить с запретом называть ноуменальное». В заключительном томе «Конфуцианского Китая» Левенсон напрямую связывал историзм с релятивизмом, и, следовательно, с аморальностью. В. Шварц утверждала, что работы и Беньямина, и Левенсона выражают «настойчивое еврейское стремление к конкретной истории, которое полностью подрывает представления историзма о естественном универсализме». О том же писал и Ангус Макдональд, когда утверждал, что «левенсоновский инструментарий — это не продукт истории Китая, а умозрительный конструкт космополитической западной традиции, то, как американо-еврейский интеллектуал рассуждает об интеллектуалах Китая».
Таким образом, презентизм, стремление опрокинуть в прошлое текущий момент, В. Шварц признаёт специфически еврейской чертой исторического мышления Д. Левенсона, как и его пристальное внимание к отчуждённым от сиюминутного китайским интеллектуалам. Исторически обусловленные поиски культурной идентичности Левенсоном А. Макдональд описывал следующим образом: «Еврей постоянно стоит перед выбором: придерживаться традиций своего этнического прошлого и тем самым сохранить свою культуру, либо принять некоторую часть или целую идентичность и историю той страны, в которой он находится в „изгнании“, тем самым „становясь своим“ и уменьшая самоощущение изгнанничества». Левенсон был лишён подобного чувства, он не «цеплялся» (по выражению Б. Шварца) за своё этническое прошлое, но именно иудаизм привил ему важнейший из методов — универсальное всегда находит воплощение в конкретном. Именно эту мысль задолго до него сформулировал и В. Беньямин. Бог в иудаизме имеет отношение ко времени и месту человека в истории, но иудаизм не сводится к историзму, а Бог не тождественен истории. Иными словами, для Левенсона (как и Беньямина) еврейство было не проклятием, а даром — «драгоценной возможностью творить и познавать в сфере конкретного»; еврейский партикуляризм — не культурное бремя, а возможность закрепить критическое мышление. Однако здесь пролегает различие между материалистическим конструктивизмом Беньямина и психологическим конструированием Левенсона. Согласно мнению В. Шварц, Левенсон и Беньямин воплощали и осуществляли «фундаментальное разделение модальности современного еврейского сознания». При этом Вальтер Беньямин утверждал мессианскую особость еврейского народа, предназначенного для всеобъемлющей революционной критики, тогда как Джозеф Левенсон возглашал еврейскую маргинальность, выводящей критику за пределы партикулярного исторического процесса.
По категорической оценке Веры Шварц, еврейство Левенсона привело в 1970-е годы к «спазму критического сознания» у современников. Поскольку моральные ориентиры и источники теории Левенсона коренились в иудаизме, исследовали оказались не готовы согласиться с его выбором религиозной идентичности, но не пытались бороться с его последствиями, оказавшись заложниками синдрома фр. Juif-manqué (дословно: «недоеврейства»). В результате почти вся критика его работ касалась конкретно-исторических поправок к используемой фактологической базе, тогда как похвалы неизменно ограничивались эстетической оценкой и литературной ценностью его текстов.

## Издания трудов Дж. Левенсона, переводы, рецензии
Языком публикаций по умолчанию является английский, если не указан иной.
Докторская диссертация
- Levenson, Joseph. Crisis of the mind in modern China : The life and writing of Liang Ch'i-ch'ao, down to the fall of the Empire : [Diss. … Doctor of Philosophy]. — Cambridge (Mass.) : Harvard University, 1949. — 213 p.

Книги
- Levenson, J. R. Liang Ch'i-ch'ao and the mind of modern China. — Cambridge (Mass.) : Harvard University Press, 1953. — XII, 256 p.
  - Cameron M. O. [Review:Liang Chi-ch'ao and the Mind of Modern China by Joseph R. Levenson] // Journal of the American Oriental Society. — 1954. — Vol. 74, no. 3. — P. 171—173.
  - Hummel A. W. [Review:Liang Ch'i-ch'ao and the Mind of Modern China by Joseph R. Levenson] // The Far Eastern Quarterly. — 1954. — Vol. 14, no. 1 (ноябрь). — P. 110—112. — JSTOR 2942250.
  - Wright A. F. [Review:Liang Ch'i-ch'ao and the Mind of Modern China by Joseph R. Levenson] // Pacific Historical Review. — 1954. — Vol. 23, no. 3. — P. 299—300. — JSTOR 3635579.
  - Chen Shih-hsiang, Keene D. L., Levenson J. Communications // The Far Eastern Quarterly. — 1955. — Vol. 14, no. 3. — P. 435—441. — JSTOR 2942361.
  -  (фр.) Chesneaux J. Review // Revue Historique. — 1956. — Т. 216, № 2. — P. 327—329. — JSTOR 40948774.
  - Purcell V. [Review:Liang Ch'i-ch'ao and the Mind of Modern China. by Joseph R. Levenson] // Pacific Affairs. — 1956. — Vol. 29, no. 1 (март). — P. 76. — JSTOR 3035467.
  - Yuēsèfū Lēiwénsēn. Liáng Qǐchāo yǔ Zhōngguó jìndài sīxiǎng :  [кит.] / Liú Wěi, Liú Lì yì zhě. — Chéngdū : Sìchuān rénmín chūbǎnshè, 1986年. — 314 p. — (Zǒuxiàng wèilái cóngshū). — Ориг.: 约瑟夫 勒文森 《梁启超与中国近代思想》刘伟, 刘丽 译者。 成都: 四川人民出版社, 1986。314页。(走向未来丛书).
- Levenson J. R. Confucian China and its modern fate. — Berkeley : University of California Press, 1958. — Vol. 1: The problem of intellectual continuity. — XIX, 223 p.
  - Sprenkel O. B. van der. [Review:Confucian China and its modern fate : The problem of intellectual continuity by Joseph R. Levenson] // Revue Bibliographique de Sinologie. — 1958. — Vol. 4. — P. 431. — JSTOR 24595002.
  - Franke W. [Review:Confucian China and its Modern Fate. The Problem of Intellectual Continuity by Joseph R. Levenson] // The Journal of Asian Studies. — 1959. — Vol. 18, no. 3 (май). — P. 382—384. — JSTOR 2941595.
  - Hucker C. O. [Review:Confucian China and Its Modern Fate: The Problem of Intellectual Continuity by Joseph R. Levenson] // Pacific Historical Review. — 1959. — Vol. 28, no. 1 (февраль). — P. 95—96. — JSTOR 3636252.
  - Teng Ssu-yü. [Review:Confucian China and Its Modern Fate: The Problem of Intellectual Continuity by Joseph R. Levenson] // Far Eastern Survey. — 1959. — Vol. 28, no. 12 (декабрь). — P. 189—190. — JSTOR 3024296.
  - Gordon L. [Review:Confucian China and its modern fate. The Problem of Intellectual Continuity by Joseph R. Levenson] // Journal of Asian History. — 1969. — Vol. 3, no. 1. — P. 70—71. — JSTOR 41929950.
- Levenson J. R. Confucian China and its modern fate. — London : Routledge & Paul, 1958. — Vol. 1: The problem of intellectual continuity. — XIX, 223 p.
  -  (итал.) Petech L. Recensione: Confucian China and its modern fate by Joseph R. Levenson // Rivista degli studi orientali. — 1960. — Vol. 35. — P. 109—110. — JSTOR 41922901.
  - Twitchett D. Review // History. — 1960. — Vol. 45, no. 154. — P. 179—180. — JSTOR 24403486.
  - Pollard D. E. [Review:Confucian China and Its Modern Fate by Joseph R. Levenson] // The Journal of the Royal Asiatic Society of Great Britain and Ireland. — 1965. — № 1/2 (апрель). — P. 62. — JSTOR 25202815.
- Levenson J. R. Confucian China and its modern fate. — Berkeley : University of California Press, 1964. — Vol. 2: The problem of monarchical decay. — XIII, 178 p.
  - Michael F. [Review:Confucian China and Its Modern Fate by Joseph R. Levenson] // The Journal of Modern History. — 1965. — Vol. 37, no. 2 (июнь). — P. 249—250. — JSTOR 1878337.
  - Steiner H. A. [Review:Confucian China and Its Modern Fate. Volume Two: The Problem of Monarchical Decay by Joseph R. Levenson] // The Western Political Quarterly. — 1965. — Vol. 18, no. 1. — P. 220—221. — JSTOR 445677.
- Levenson J. R. Confucian China and its modern fate. — Berkeley : University of California Press, 1965. — Vol. 3: The Problem of historical significance. — ix, 186 p.
  -  (фр.) Bastid, M. [Revue: Confucian China and its modern fate, Vol. 3, The problem of historical significance by Joseph R. Levenson] // Revue Bibliographique de Sinologie. — 1965. — Vol. 11, no. 2. — P. 415. — JSTOR 24612574.
  - Furth C. [Review:Confucian China and its Modern Fate. Volume III: The Problem of Historical Significance by Joseph R. Levenson] // The Journal of Asian Studies. — 1966. — Vol. 25, no. 3. — P. 525—526. — JSTOR 2052028.
  - Biggerstaff K. [Review:Confucian China and Its Modern Fate. Volume III, The Problem of Historical Significance by Joseph R. Levenson] // The American Historical Review. — 1967. — Vol. 72, no. 2 (январь). — P. 668—669. — JSTOR 1859401.
  - Gasster M. The Death and Transfiguration of Confucianism // Philosophy East and West. — 1968. — Vol. 18, no. 3 (июль). — P. 205—213. — JSTOR 1398262.
- Levenson J. R. Confucian China and its modern fate. — London : Routledge & Paul, 1965. — Vol. 3: The Problem of historical significance. — ix, 186 p.
  - Kahn H. L. [Review:Confucian China and Its Modern Fate. Vol. 2. The Problem of Monarchical Decay by Joseph R. Levenson: Confucian China and Its Modern Fate. Vol. 3. The Problem of Historical Significance by Joseph R. Levenson] // Bulletin of the School of Oriental and African Studies, University of London. — 1966. — Vol. 29, no. 1. — P. 184—187. — JSTOR 611127.
  - Meisner M. A Review Article: Sinological Determinism // The China Quarterly. — 1967. — № 30. — P. 175—183. — JSTOR 651869.
- Levenson J. R. Confucian China and its modern fate : a trilogy. — Berkeley : University of California Press, 1965. — xxxiii, 218, xiii, 175, ix, 186 p. — (Campus (Berkeley, Calif.), 12).
- Levenson, J. R. Liang Ch'i-ch'ao and the mind of modern China. — 2. rev. ed., 1959. — Berkeley : University of California Press, 1967. — XII, 256 p.
  - E. H. S. [Review:Liang Ch'i-ch'ao and the Mind of Modern China by Joseph R. Levenson] // Journal of the American Oriental Society. — 1968. — Vol. 88, no. 2. — P. 367. — JSTOR 597269.
  - Kwok D. W. Y. [Review:Liang Ch'i-ch'ao and the Mind of Modern China by Joseph R. Levenson] // Philosophy East and West. — 1969. — Vol. 19, no. 4. — P. 450—451. — JSTOR 1397638.
- Levenson, J. R. European expansion and the counter-example of Asia, 1300—1600. — Englewood Cliffs, N. J. : Prentice-Hall, 1967. — xi, 141 p. — (The Global history series; A Spectrum book).
- Levenson, J. R. Confucian China and its modern fate : a trilogy : The problem of intellectual continuity; The problem of monarchical decay; The problem of historical significance. — Berkeley; Los Angeles : University of California Press, 1968. — 638 p.
  - Wang Gungwu. [Review:Confucian China and Its Modern Fate: A Trilogy by Joseph R. Levenson] // Journal of Southeast Asian History. — 1969. — Vol. 10, no. 2 (сентябрь). — P. 384—386. — JSTOR 20067766.
  -  (кит.) Yuēsèfū Lièwénsēn zhe. Rújiào Zhōngguó jí qí xiàndài mìngyùn / Zhèng Dàhuá, Rèn Jīng yì. — Guìlín : Guǎngxī shīfàn dàxué chūbǎnshè, 2009. — 373 p. — (Lǐjiě Zhōngguó). — Ориг.: 约瑟夫 列文森著 《儒教中国及其现代命运》郑大华, 任菁译。桂林: 广西师范大学出版社, 2009。373页。(理解中国). — ISBN 9787563383702.
- Joseph R. Levenson, Franz Schurmann. China: an interpretive history, from the beginnings to the fall of Han. — Berkeley ; London : University of California Press, 1969. — xi, 145 p.
  - Evans D. L. [Review:China: An Interpretive History, From the Beginnings to the Fall of Han by Joseph R. Levenson and Franz Schurmann] // Pacific Affair. — 1970. — Vol. 43, no. 1. — P. 102—103. — JSTOR 2753846.
  - Hulsewe A. F. P. [Review:China: An Interpretive History. by Joseph R. Levenson, Franz Schurmann] // The Journal of Asian Studies. — 1970. — Vol. 29, no. 3 (май). — P. 685—687. — JSTOR 2943260.
  - Ch'en Ch'i-yün. [Review:China: An Interpretive History, from the Beginnings to the Fall of Hanby Joseph R. Levenson and Franz Schurmann] // Journal of the American Oriental Society. — 1972. — Vol. 92, no. 1. — P. 145—148. — JSTOR 599680.
- Levenson, J. R. Modern China : an interpretive anthology. — New York : Macmillan, 1971. — xiii, 236 p.
  - Goodrich C. S. [Review:Modern China, an Interpretive Anthology by Joseph R. Levenson] // Journal of the American Oriental Society. — 1971. — Vol. 91, no. 4. — P. 519. — JSTOR 598486.
  - FitzGerald C. P. [Review:Modern China: An Interpretive Anthology by Joseph R. Levenson] // Pacific Affairs. — 1972. — Vol. 45, no. 3. — P. 423—424. — JSTOR 2756522.
- Levenson, J. R. Revolution and cosmopolitanism : the Western stage and the Chinese stages / with a foreword by Frederic E. Wakeman Jr[англ.]. — Berkeley ; Los Angeles : Univ. of California Press, 1971. — XXXI, 64 p.
  - Keene D. [Review:Revolution and Cosmopolitanism: The Western Stage and the Chinese Stages by Joseph R. Levenson] // The Journal of Asian Studies. — 1972. — Vol. 31, no. 4. — P. 939—941. — JSTOR 2052127.
  - Gewurtz M. [Review:Revolution and Cosmopolitanism. The Western Stage and the Chinese Stages by Joseph R. Levenson, Frederic E. Wakeman] // Pacific Affairs. — 1973. — Vol. 45, no. 4. — P. 587. — JSTOR 2755663.
  - Meserve W. J. [Review:Revolution and Cosmopolitanism: The Western Stage and the ChineseStages by Joseph R. Levenson, Frederic E. Wakeman] // Journal of Asian History. — 1973. — Vol. 7, no. 1. — P. 85. — JSTOR 41930089.
  - Merwin D. [Review:Revolution and Cosmopolitanism: The Western Stage and the Chinese Stages by Joseph R. Levenson] // Journal of the American Oriental Society. — 1973. — Vol. 93, no. 4. — P. 645—646. — JSTOR 600240.
  - Lewis C. M. [Review:Revolution and Cosmopolitanism: The Western Stage and the Chinese Stages by Joseph R. Levenson] // The American Historical Review. — 1976. — Vol. 81, no. 3 (июнь). — P. 644—645. — JSTOR 1852571.

Статьи и обзоры Дж. Левенсона
- Levenson J. R. The Breakdown of Confucianism: Liang Ch’i-Ch’ao before Exile — 1873—1898 // Journal of the History of Ideas. — 1950. — Vol. 11, no. 4 (октябрь). — P. 448—485. — JSTOR 2707591.
- Levenson J. R. [Review:The Religion of China by Max Weber and Hans H. Gerth] // The Journal of Economic History. — 1953. — Vol. 13, no. 1. — P. 127—128. — JSTOR 2113991.
- Levenson J. R. Western Powers and Chinese Revolutions: The Pattern of Intervention // Pacific Affairs. — 1953. — Vol. 26, no. 3 (сентябрь). — P. 230—236. — JSTOR 2753287.
- Levenson J. R. Redefinition of Ideas in Time: The Chinese Classic and History // The Far Eastern Quarterly. — 1956. — Vol. 15, no. 3 (май). — P. 399—404. — JSTOR 2941877.
- Levenson J. R. [Review:Confucius: His Life and Time by Liu Wu-Chi] // American Anthropologist American Anthropologist. New Series. — 1956. — Vol. 58, no. 6 (декабрь). — P. 1165—1166. — JSTOR 666322.
- Levenson J. R. [Review: Feudalism in History by Rushton Coulborn] // The Far Eastern Quarterly. — 1956. — Vol. 15, no. 4. — P. 569—572. — JSTOR 2941925.
- Levenson J. R. [Review:Missionaries, Chinese, and Diplomats: The American Protestant Missionary Movement in China, 1890—1952 by Paul A. Varg] // The Journal of Modern History. — 1959. — Vol. 31, no. 4. — P. 349—351. — JSTOR 1872205.
- Levenson J. R. The Day Confucius Died. Reviewed Work: The May Fourth Movement. Intellectual Revolution in Modern China by Chow Tse-tsung // The Journal of Asian Studies. — 1961. — Vol. 20, no. 2 (февраль). — P. 221—226. — JSTOR 2050487.
- Levenson J. R. Confucian and Taiping «Heaven»: The Political Implications of Clashing Religious Concepts // Comparative Studies in Society and History. — 1962. — Vol. 4, no. 4 (июль). — P. 436—453. — JSTOR 177693.
- Levenson J. R. The Place of Confucius in Communist China // The China Quarterly. — 1962. — № 12. — P. 1—18. — JSTOR 651812.
- Levenson J. R. The Humanistic Disciplines: Will Sinology Do? // The Journal of Asian Studies. — 1964. — Vol. 23, no. 4. — P. 507—512. — JSTOR 2050230.
- Levenson J. R. [Review:In Search of Wealth and Power: Yen Fu and the West by Benjamin Schwartz] // Journal of the American Oriental Society. — 1965. — Vol. 85, no. 3. — P. 437—441. — JSTOR 597840.
- Levenson J. R. Communist China in Time and Space: Roots and Rootlessness // The China Quarterly. — 1969. — № 39. — P. 1—11. — JSTOR 652527.
- Levenson J. R. The Genesis of Confucian China and Its Modern Fate // The historian's workshop : original essays by sixteen historians / edited by L. P. Curtis[англ.]. — New York : Knopf : Distributed by Random House, 1970. — P. 277—291. — xxiv, 326 p. — ISBN 0394307232.

### Комментарии
1. ↑  Согласно воспоминаниям Р. Левенсон, Джозеф был ревностным прихожанином синагоги, во время чтения Торы занимал место раввина, и негативно относился к евреям, которые принимали христианство. В семье неизменно соблюдался ритуал Седер Песах[6].
2. ↑  По другой версии, Фэрбэнк заявил, что Левенсону, как в академической деятельности, так и во взглядах на политику, присущ эклектизм, политикой он не особенно интересуется, и склонен рассматривать её вопросы с эстетической точки зрения[15].
3. ↑  Jacob Clavner Levenson (10 января 1922 — 9 марта 2018) учился в той же Бостонской латинской школе и Гарвардском колледже, был призван в армию в 1943 году, участвовал в боях в Германии. Специалист по американской литературе, известен научными комментированными изданиями автобиографии и переписки Генри Адамса. С 1967 до отставки в 1997 году — профессор Университета Виргинии[34][35].
4. ↑  Розмари Левенсон возглавляла проект Калифорнийского университета по изучению устной истории.
5. ↑  Otto Pierre Nicholas Berkelbach van der Sprenkel (1906—1978) родился в Нидерландах и получил образование экономиста и политолога в Великобритании. В 1947 году был приглашённым профессором Нанькайского университета (Тяньцзинь). В 1956 году переехал в Австралию, в 1959—1971 годах — доцент Австралийского национального университета. Получил известность как исследователь эпохи Мин, после 1964 года посвятил себя составлению всеобъемлющей библиографии всех публикаций об истории, культуре и политических институтах Китая после 1800 года на западных языках[70].
6. ↑  Angus W. Mcdonald, Jr. (1942—1995) — американский востоковед и педагог. Докторскую степень получил в Калифорнийском университете в Беркли, считался признанным экспертом по вопросам коммунистической революции в Китае. В 1970-е годы работал в составе комитета по американо-китайским отношениям. В 1980-е годы занимался вопросам разработки программ по обучению японскому языку; в университете Миннеаполиса налаживал связи между бизнес-сообществом и экспертами по делам Востока. Разрабатывал проект воспитания финансовой грамотности у детей дошкольного возраста[101].